# Хемофобија
Хемофобија је претеран страх од крви.